# Othmar Helferstorfer

Othmar Helferstorfer, Lithographie von Eduard Kaiser, 1861

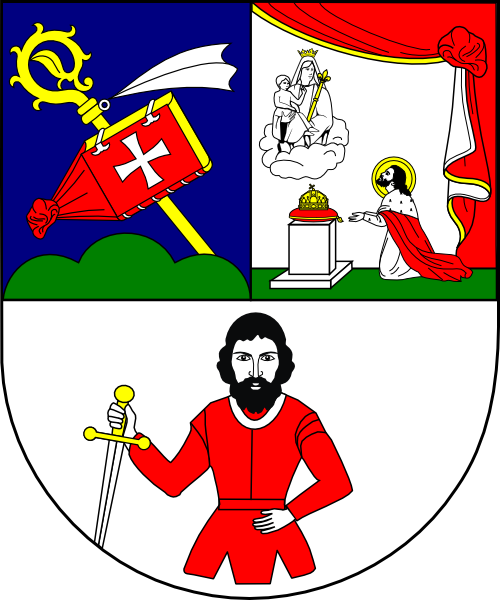
Wappen des Abtes

Othmar Helferstorfer OSB (* 19. Juli 1810 in Baden, Niederösterreich als Kaspar Helferstorfer; † 25. Oktober 1880 in Wien) war ein österreichischer Benediktiner, Abt des Wiener Schottenstiftes sowie Landmarschall von Niederösterreich.

## Leben
Helferstorfer trat nach dem Besuch des Piaristengymnasiums und des Wiener Schottengymnasiums 1828 in die Schottenabtei ein, wo er den Ordensnamen Othmar annahm. Er absolvierte das Studium der Theologie an der Universität Wien. Nach seiner Priesterweihe 1833 wurde er zunächst Präfekt des stiftlichen Sängerknaben-Konviktes und 1835 Stiftsprediger. 1838 wurde er mit der Aufgabe des Bibliothekars betraut; als solcher ordnete und katalogisierte er die Handschriften und den Bücherbestand des Klosters. Ab 1842 unterrichtete er am Schottengymnasium die Humanitätsklassen, nach der Reorganisation der Schule ab 1850 Latein und Deutsch. Bereits 1845 war er zum Hofprediger an der Wiener Hofkapelle ernannt worden. 1854 wurde er zum Subprior des Schottenstiftes, 1856 zum Direktor des Schottengymnasiums bestellt. Sämtliche dieser Aufgaben übte er bis zu seiner Wahl zum Abt des Schottenstiftes 1861 aus.
Als Abt betrat Helferstorfer die politische Bühne. 1867 wurde er in den niederösterreichischen Landtag, 1868 in das Abgeordnetenhaus des Österreichischen Reichsrates gewählt. Von 1870 bis zu seinem Tod 1880 war er Landmarschall von Niederösterreich. 1874 erhielt Helferstorfer den Orden der Eisernen Krone II. Klasse, 1875 wurde er zum Mitglied des Herrenhauses auf Lebenszeit berufen.
Im Jahr 1880 wurde in Wien Innere Stadt (1. Bezirk) die Helferstorferstraße nach ihm benannt. Ebenso wurde eine Straße in Maria Enzersdorf an den Ehrenbürger der Gemeinde im Jahr 1890 benannt. In seiner Geburtsstadt wurde er im selben Jahr kurz vor seinem Tod zum Ehrenbürger ernannt. Später wurde auch hier die Helferstorfergasse nach ihm benannt.